# Остия (субурбикарная епархия)
Остия (лат. Sedes suburbicaria Ostiensis, итал. Sede suburbicaria di Ostia) — субурбикарная епархия Римской епархии. Данный пост приложен к посту Декана Коллегии кардиналов с 1150, управление епархии поручено генеральному викарию Рима.

## История
В первом тысячелетии епископы Остии занимали первое место в ряду епископов римской церковной провинции. Имели право на ношение паллиума, и на их плечах лежала обязанность хиротонисать в епископы нового папу римского. В понтификат Стефана III (768—772) титул епископа Остии закрепился за кардиналами (см. кардинал-епископ). С XVI века диоцез всегда закрепляется за Деканом Коллегии кардиналов, до существенных преобразований римских пап Пия X в 1914 и Павла VI в 1965 годах. С 1966 года управление диоцезом поручено Генеральному викарию Рима. Декан Коллегии кардиналов — единственный из кардиналов-епископов титулярный епископ.
В 1150—1914 годах диоцез Остии находился вместе с диоцезом Веллетри и носил название диоцез Остии и Веллетри.

## Епископы Остии

### Епископы Остии
- Сан-Кириако (229—235);
- Массимо I (упоминается в 259);
- Массимо II (упоминается в 313);
- Анонимный (упоминается в 336);
- Фьоренцо (366—383/384);
- Боно (упоминается в 487);
- Беллатор (492/496—499);
- Аристо (501—502);
- Глориус (упоминается в 598);
- Амабиле (упоминается в 649);
- Андреа (679—685);
- Грегорий I (упоминается в 707);
- Сисиннио (упоминается в 732);
- Теодоро (743—745).

### Кардиналы-епископы субурбикарной епархии Остии
- Георг I (753—783);
  - вакантно (783—787);
- Григорий II (787);
  - вакантно (787—804);
- Бернард (804—805);
- Пётр I (805);
  - вакантно (805—826);
- Чезарео (826—854);
- Мегисто (или Лев I) (854—868);
- Донатус (868—870);
  - вакантно (870—878);
- Евгений (878—898);
- Стефан (898—900);
- Гвидо I (900—946);
- Бениньо (946—960);
- Сикконе (960—963);
- Григорий II (964—969), также кардинал-епископ Альбано (969—985) и Порто (985—991);
- Лев II (969—983);
  - вакантно (983—996);
- Аццоне I (996—998);
- Григорий III (998—1003).
- Пётр II (1003—1005);
- Григорий IV (1005—1012);
- Аццоне II (1012—1021);
  - вакантно (1021—1026);
- Пётр III (1026—1037);
- Григорий IV (1037—1044);
- Бенедикт (1044—1050);
- Иоанн I (1050—1058);
- Пётр Дамиани (1058—1066);
- Герард (1067 — 6 декабря 1077)[2];
- Эд де Шатильон де Лажери (1078 — 8 марта 1088), избран папой римским Урбаном II[2];
- Одо де Шатильон (1088—1101);
  - Иоанн II (1098—1101), антикардинал антипапы Климента III;
- Лев Остийский (1101 — 22 мая 1115);
  - с 1105 по 1914 епархии Остия и Веллетри были объединены
- Ламберто Сканнабекки (1117 — 11 декабря 1124), избран папой римским Гонорием II;
- Пандульф (1124—1126);
- Джованни Камальдульский (1126—1133);
- Пётр V (1133—1134);
- Дрогоне (1134—1138);
- Альберих Остийский (1138 — 20 декабря 1148);
- Гвидо II (1148—1151);
- Угоне (1151 — 1 декабря 1158);
- Убальдо Аллючиньоли (1 декабря 1158 — 1 сентября 1181), избран папой римским Луцием III;
  - вакантно (1 сентября 1181 — 1183);
- Тибо Остийский (1183 — 4 ноября 1188);
- Оттавиано ди Паоли деи Конти ди Сеньи (31 марта 1189 — 5 апреля 1206);
- Уголино ди Конти (24 мая 1206 — 19 марта 1227), избран папой римским Григорием IX;
  - Григорий IX (19 марта 1227 — 22 июля 1231), апостолический администратор;
- Ринальдо Конти, граф Сеньи (22 июля 1231 — 12 декабря 1254), избран папой римским Александром IV;
  - Александр IV (12 декабря 1254 — 25 мая 1261), апостолический администратор;
- Гуго де Сен-Шер (25 мая 1261 — 22 мая 1262);
- Энрико Бартоломеи (22 мая 1262 — 25 октября 1271);
  - вакантно (25 октября 1271 — 3 июня 1273);
- Пьер де Тарантез (3 июня 1273 — 21 января 1276), избран папой римским Иннокентием V;
  - вакантно (21 января 1276 — 12 марта 1278);
- Латино Малабранка Орсини (12 марта 1278 — 19 июля/10 августа 1294);
- Юг Эслен де Бийом (29 августа 1294 — 30 декабря 1297);
  - Леонардо Патрассо (25 февраля 1298 — февраль 1299), апостолический администратор, также кардинал-епископ Альбано (2 марта 1300 — 7 декабря 1311);
- Никколо Бокассини де Тревизо (2 марта 1300 — 22 октября 1303), избран папой римским Бенедиктом XI;
- Никколо Альберти (18 декабря 1303 — 1 апреля 1321);
- Рейно де ла Порт (1 апреля 1321 — июль/август 1325);
  - вакантно (июль/август 1325 — 18 декабря 1327);
- Бертран дю Пуже (18 декабря 1327 — 3 февраля 1352);
  - Джакомо Альбертини (15 мая 1328 — 1335), антикардинал антипапы Николая V;
- Этьен Обер (3 февраля 1352 — 18 декабря 1352), избран папой римским Иннокентием VI;
- Пьер Бертран дю Коломбье (1353 — 13 июля 1361);
- Андуэн Обер (13 июля 1361 — 10 мая 1363);
- Эли де Сен-Ирьё (10 мая 1363 — 10 мая 1367);
- Гийом де ла Судрье (17 сентября 1367 — 28 сентября 1373);
- Пьер д’Эстен (28 сентября 1373 — 25 ноября 1377);
  - Бертран Лажье (апрель 1378 — 15 ноября 1392), антикардинал антипапы Климента VII в Авиньоне;
- Филипп Алансонский (июнь 1388 — 15 августа 1397), также кардинал-епископ Сабины (4 июня 1380 — июнь 1388);
  - Жан де Нёфшатель (декабрь 1392 — 4 октября 1398), антикардинал антипапы Климента VII в Авиньоне;
- Анджело Аччайоли (29 августа 1397 — 31 мая 1408);
  - Жан Алларме де Броньи (13 июня 1405 — 1415), антикардинал антипап Климента VII, Александра V и Иоанна XXIII в Авиньоне (1405—1408) и Пизе (1409—1415);
- Жан Алларме де Броньи (1415 — 16 февраля 1426);
  - Хулиан Лобера-и-Вальтьерра (1409 — 16 августа 1429), антикардинал антипапы Бенедикта XIII в Авиньоне;
- Антонио Коррер (14 марта 1431 — 19 января 1445), также кардинал-епископ Порто и Санта Руфины (9 мая 1409 — 14 марта 1431);
  - вакантно (19 января 1445 — 27 марта 1447);
- Хуан Сервантес (27 марта 1447 — 25 ноября 1453);
  - вакантно (25 ноября 1453 — 28 апреля 1455);
- Джорджо Фиески (28 апреля 1455 — 8 октября 1461), также кардинал-епископ Палестрины (5 марта 1449 — 28 апреля 1455);
- Гийом де Эстутевилль (26 октября 1461 — 22 января 1483), также кардинал-епископ Порто и Санта Руфины (1454 — 26 октября 1461);
- Джулиано делла Ровере (31 января 1483 — 1 ноября 1503), также кардинал-епископ Сабины (19 апреля 1479 — 31 января 1483), избран папой римским Юлием II[3];
- Оливьеро Карафа (29 ноября 1503 — 20 января 1511), также кардинал-епископ Альбано (24 июля 1476 — 31 января 1483) и Сабины (31 января 1483 — 29 ноября 1503);
- Рафаэль Риарио (20 января 1511 — 9 июля 1521), также кардинал-епископ Альбано (29 ноября 1503 — 3 августа 1507), Сабины (10 сентября 1507 — 22 сентября 1508) и Порто и Санта Руфины (22 сентября 1508 — 20 января 1511);
- Бернардино Лопес де Карвахаль (24 июля 1521 — 16 декабря 1523), также кардинал-епископ Альбано (3 августа 1507 — 17 сентября 1507), Фраскати (17 сентября 1507 — 22 сентября 1508), Палестрины (22 сентября 1508 — 28 марта 1509) и Сабины (28 марта 1509 — 24 октября 1511, 27 июня 1513 — 24 июля 1521);
- Франческо Содерини (18 декабря 1523 — 17 мая 1524), также кардинал-епископ Сабины (29 октября 1511 — 27 июня 1513), Палестрины (18 июля 1516 — 9 декабря 1523) и Порто и Санта Руфины (9 декабря 1523 — 18 декабря 1523);
- Никколо Фиески (20 мая 1524 — 15 июня 1524), также кардинал-епископ Альбано (5 февраля 1518 — 24 июля 1521), Сабины (24 июня 1521 — 18 декабря 1523) и Порто и Санта Руфины (18 декабря 1523 — 20 мая 1524)[4];
- Алессандро Фарнезе (15 июня 1524 — 13 октября 1534), также кардинал-епископ Фраскати (15 июня 1519 — 9 декабря 1523), Палестрины (9 декабря 1523 — 18 декабря 1523), Сабины (18 декабря 1523 — 20 мая 1524) и Порто и Санта Руфины (20 мая 1524 — 15 июня 1524), избран папой римским Павлом III;
- Джованни Пикколомини (26 февраля 1535 — 21 ноября 1537), также кардинал-епископ Альбано (24 июля 1524 — 22 сентября 1531), Палестрины (22 сентября 1531 — 26 сентября 1533) и Порто и Санта Руфины (26 сентября 1533 — 26 февраля 1535);
- Джованни Доменико де Купис (28 ноября 1537 — 10 декабря 1553), также кардинал-епископ Альбано (22 сентября 1531 — 16 декабря 1532), Сабины (16 декабря 1532 — 26 февраля 1535) и Порто и Санта Руфины (26 февраля 1535 — 28 ноября 1537);
- Джанпьетро Карафа (11 декабря 1553 — 23 мая 1555), также кардинал-епископ Альбано (17 октября 1544 — 8 октября 1546), Сабины (8 октября 1546 — 28 февраля 1550), Фраскати (28 февраля 1550 — 29 ноября 1553) и Порто и Санта Руфины (29 ноября 1553 — 11 декабря 1553), избран папой римским Павлом IV;
- Жан Дю Белле (29 мая 1555 — 16 февраля 1560), также кардинал-епископ Альбано (28 февраля 1550 — 29 ноября 1553), Фраскати (29 ноября 1553 — 11 декабря 1553) и Порто и Санта Руфины (11 декабря 1553 — 29 мая 1555);
- Франсуа де Турнон (13 марта 1560 — 22 апреля 1562), также кардинал-епископ Сабины (28 февраля 1550 — 13 марта 1560);
- Родольфо Пио ди Карпи (18 мая 1562 — 2 мая 1564), также кардинал-епископ Альбано (29 ноября 1553 — 11 декабря 1553), Фраскати (11 декабря 1553 — 29 мая 1555) и Порто и Санта Руфины (29 мая 1555 — 18 мая 1562);
- Франческо Пизани (12 мая 1564 — 28 июня 1570), также кардинал-епископ Альбано (29 мая 1555 — 20 сентября 1557), Фраскати (20 сентября 1557 — 18 мая 1562) и Порто и Санта Руфины (18 мая 1562 — 12 мая 1564);
- Джованни Джироламо Мороне (3 июля 1570 — 1 декабря 1580), также кардинал-епископ Альбано (13 марта 1560 — 10 марта 1561), Сабины (10 марта 1561 — 18 мая 1562), Палестрины (18 мая 1562 — 12 мая 1564), Фраскати (12 мая 1564 — 7 февраля 1565) и Порто и Санта Руфины (7 февраля 1565 — 3 июля 1570);
- Алессандро Фарнезе (5 декабря 1580 — 2 марта 1589), также кардинал-епископ Сабины (12 мая 1564 — 7 февраля 1565), Фраскати (7 февраля 1565 — 9 июля 1578) и Порто и Санта Руфины (9 июля 1578 — 5 декабря 1580);
- Джованни Антонио Сербеллони (2 марта 1589 — 18 марта 1591), также кардинал-епископ Сабины (9 июля 1578 — 5 октября 1578), Палестрины (5 октября 1578 — 4 марта 1583), Фраскати (9 марта 1583 — 11 декабря 1587) и Порто и Санта Руфины (11 декабря 1587 — 2 марта 1589);
- Альфонсо Джезуальдо ди Конца (20 марта 1591 — 14 февраля 1603), также кардинал-епископ Альбано (4 марта 1583 — 2 декабря 1587), Фраскати (2 декабря 1587 — 2 марта 1589) и Порто и Санта Руфины (2 марта 1589 — 20 марта 1591);
- Толомео Галльо ди Комо (19 февраля 1603 — 3 февраля 1607), также кардинал-епископ Сабины (2 марта 1589 — 20 марта 1591), Фраскати (20 марта 1591 — 21 февраля 1600) и Порто и Санта Руфины (21 февраля 1600 — 19 февраля 1603);
- Доменико Пинелли (7 февраля 1607 — 9 августа 1611), также кардинал-епископ Альбано (19 февраля 1603 — 16 июня 1603), Фраскати (16 июня 1603 — 1 июня 1605) и Порто и Санта Руфины (1 июня 1605 — 7 февраля 1607);
- Франсуа де Жуайез (17 августа 1611 — 23 августа 1615), также кардинал-епископ Сабины (24 мая 1604 — 17 августа 1611);
- Антонио Мария Галли (16 сентября 1615 — 30 марта 1620), также кардинал-епископ Фраскати (1 июня 1605 — 28 мая 1608), Палестрины (28 мая 1608 — 17 августа 1611) и Порто и Санта Руфины (17 августа 1611 — 16 сентября 1615);
- Антонио Мария Саули (6 апреля 1620 — 24 августа 1623), также кардинал-епископ Альбано (7 февраля 1607 — 17 августа 1611), Сабины (17 августа 1611 — 16 сентября 1615) и Порто и Санта Руфины (16 сентября 1615 — 6 апреля 1620);
- Франческо Дель Монте (27 сентября 1623 — 27 августа 1626), также кардинал-епископ Палестрины (16 сентября 1615 — 29 марта 1621) и Порто и Санта Руфины (29 марта 1621 — 27 сентября 1623);
- Оттавио Бандини (7 сентября 1626 — 1 августа 1629), также кардинал-епископ Палестрины (27 марта 1621 — 16 сентября 1624) и Порто и Санта Руфины (27 сентября 1624 — 7 сентября 1626);
- Джованни Баттиста Дэти (20 августа 1629 — 13 июля 1630), также кардинал-епископ Альбано (7 июня 1623 — 2 марта 1626), Фраскати (2 марта 1626 — 9 сентября 1626) и Порто и Санта Руфины (9 сентября 1626 — 20 августа 1629);
- Доменико Джиннази (15 июля 1630 — 12 марта 1639), также кардинал-епископ Палестрины (2 марта 1626 — 20 августа 1629) и Порто и Санта Руфины (20 августа 1629 — 15 июля 1630);
- Карло Эммануэле Пио ди Савойя (28 марта 1639 — 1 июня 1641), также кардинал-епископ Альбано (14 апреля 1627 — 15 июля 1630) и Порто и Санта Руфины (15 июля 1630 — 28 марта 1639);
- Марчелло Ланте (1 июля 1641 — 19 апреля 1652), также кардинал-епископ Палестрины (20 августа 1629 — 8 октября 1629), Фраскати (8 октября 1629 — 28 марта 1639) и Порто и Санта Руфины (28 марта 1639 — 1 июля 1641);
- Джулио Рома (29 апреля 1652 — 16 сентября 1652), также кардинал-епископ Фраскати (13 июля 1644 — 23 октября 1645) и Порто и Санта Руфины (23 октября 1645 — 29 апреля 1652);
- Карло Медичи (23 сентября 1652 — 17 июня 1666), также кардинал-епископ Сабины (6 марта 1645 — 23 октября 1645), Фраскати (23 октября 1645 — 29 апреля 1652) и Порто и Санта Руфины (29 апреля 1652 — 23 сентября 1652);
- Франческо Барберини старший (11 октября 1666 — 10 декабря 1679), также кардинал-епископ Сабины (23 октября 1645 — 23 сентября 1652) и Порто и Санта Руфины (23 сентября 1652 — 11 октября 1666);
- Чезаре Факкинетти (8 января 1680 — 31 января 1683), также кардинал-епископ Палестрины (14 ноября 1672 — 6 февраля 1679) и Порто и Санта Руфины (6 февраля 1679 — 8 января 1680);
- Никколо Альбергати Людовизи (15 февраля 1683 — 9 августа 1687), также кардинал-епископ Сабины (13 сентября 1677 — 1 декабря 1681) и Порто и Санта Руфины (1 декабря 1681 — 15 февраля 1683);
- Альдерано Чибо (10 ноября 1687 — 22 июля 1700), также кардинал-епископ Палестрины (6 февраля 1679 — 8 января 1680), Фраскати (8 января 1680 — 15 февраля 1683) и Порто и Санта Руфины (15 февраля 1683 — 10 ноября 1687);
- Эммануэль де Буйон (15 декабря 1700 — 2 марта 1715), также кардинал-епископ Альбано (19 октября 1689 — 21 июля 1698) и Порто и Санта Руфины (21 июля 1698 — 15 декабря 1700)[5];
- Никколо Аччайоли (18 марта 1715 — 23 февраля 1719), также кардинал-епископ Фраскати (28 сентября 1693 — 5 декабря 1700) и Порто и Санта Руфины (5 декабря 1700 — 18 марта 1715)[6];
- Фульвио Асталли (26 апреля 1719 — 14 января 1721), также кардинал-епископ Сабины (16 апреля 1714 — 26 апреля 1719)[7];
- Себастьяно Антонио Танара (3 марта 1721 — 5 мая 1724), также кардинал-епископ Фраскати (1 апреля 1715 — 3 марта 1721)[8];
- Франческо дель Джудиче (12 июня 1724 — 10 октября 1725), также кардинал-епископ Палестрины (12 июля 1717 — 3 марта 1721) и Фраскати (3 марта 1721 — 12 июня 1724)[9];
- Фабрицио Паолуччи (19 ноября 1725 — 12 июня 1726), также кардинал-епископ Альбано (8 февраля 1719 — 12 июня 1724) и Порто и Санта Руфины (12 июня 1724 — 19 ноября 1725);
- Франческо Барберини младший (1 июля 1726 — 17 августа 1738), также кардинал-епископ Палестрины (3 марта 1721 — 1 июля 1726);
- Пьетро Оттобони (3 сентября 1738 — 29 февраля 1740), также кардинал-епископ Сабины (29 января 1725 — 24 июля 1730), Фраскати (24 июля 1730 — 15 декабря 1734) и Порто и Санта Руфины (15 декабря 1734 — 3 сентября 1738);
- Томмазо Руффо (29 августа 1740 — 16 февраля 1753), также кардинал-епископ Палестрины (1 июля 1726 — 3 сентября 1738) и Порто и Санта Руфины (3 сентября 1738 — 29 августа 1740);
- Пьетро Луиджи Карафа (9 апреля 1753 — 15 декабря 1755), также кардинал-епископ Альбано (16 сентября 1740 — 15 ноября 1751) и Порто и Санта Руфины (15 ноября 1751 — 9 апреля 1753);
- Райньеро д’Эльчи (12 января 1756 — 22 июня 1761), также кардинал-епископ Сабины (10 апреля 1747 — 9 апреля 1753) и Порто и Санта Руфины (9 апреля 1753 — 12 января 1756);
- Джузеппе Спинелли (13 июля 1761 — 12 апреля 1763), также кардинал-епископ Палестрины (9 апреля 1753 — 13 июля 1759) и Порто и Санта Руфины (13 июля 1759 — 13 июля 1761);
- Карло Альберто Гвидобоно Кавалькини (16 мая 1763 — 7 марта 1774), также кардинал-епископ Альбано (12 февраля 1759 — 16 мая 1763);
- Фабрицио Сербеллони (18 апреля 1774 — 7 декабря 1775), также кардинал-епископ Альбано (16 мая 1763 — 18 апреля 1774);
- Джованни Франческо Альбани (18 декабря 1775 — 15 сентября 1803), также кардинал-епископ Сабины (21 июля 1760 — 15 марта 1773) и Порто и Санта Руфины (15 марта 1773 — 18 декабря 1775);
- Генрих Бенедикт Стюарт (26 сентября 1803 — 13 июля 1807), также кардинал-епископ Фраскати (13 июля 1761 — 26 сентября 1803);
- Леонардо Антонелли (3 августа 1807 — 23 января 1811), также кардинал-епископ Палестрины (21 февраля 1794 — 2 апреля 1800) и Порто и Санта Руфины (2 апреля 1800 — 3 августа 1807);
- Алессандро Маттеи (26 сентября 1814 — 20 апреля 1820), также кардинал-епископ Палестрины (2 апреля 1800 — 27 марта 1809) и Порто и Санта Руфины (27 марта 1809 — 26 сентября 1814);
- Джулио Мария делла Сомалья (29 мая 1820 — 2 апреля 1830), также кардинал-епископ Фраскати (26 сентября 1814 — 21 декабря 1818) и Порто и Санта Руфины (21 декабря 1818 — 29 мая 1820);
- Бартоломео Пакка (5 июля 1830 — 19 апреля 1844), также кардинал-епископ Фраскати (21 декабря 1818 — 13 августа 1821) и Порто и Санта Руфина и Чивитавеккьи (13 августа 1821 — 5 июля 1830);
- Людовико Микара (17 июня 1844 — 24 мая 1847), также кардинал-епископ Фраскати (2 октября 1837 — 17 июня 1844);
- Винченцо Макки (1847—1860), также кардинал-епископ Палестрины (1840—1844) и Порто и Санта Руфина и Чивитавеккьи (1844—1847);
- Марио Маттей (1860—1870), также кардинал-епископ Фраскати (1844—1854) и Порто и Санта Руфины (1854—1860);
- Константино Патрици Наро (1870—1876), также кардинал-епископ Альбано (1849—1860) и Порто и Санта Руфины (1860—1871);
- Луиджи Амат ди Сан Филиппо и Сорсо (1877—1878), также кардинал-епископ Палестрины (1852—1870) и Порто и Санта Руфины (1871—1877);
- Камилло ди Пьетро (1878—1884), также кардинал-епископ Альбано (1867—1877) и Порто и Санта Руфины (1877—1878);
- Карло Саккони (1884—1889), также кардинал-епископ Палестрины (1870—1878) и Порто и Санта Руфины (1878—1884);
- Раффаэле Монако Ла Валлетта (1889—1896), также кардинал-епископ Альбано (1884—1889);
- Луиджи Орелья ди Санто Стефано (1896—1913), также кардинал-епископ Палестрины (1884—1889) и Порто и Санта Руфины (1889—1896);
- Серафино Ваннутелли (1913—1915), также кардинал-епископ Фраскати (1893—1904) и Порто и Санта Руфины (1903—1915);
- Винченцо Ваннутелли (1915—1930), также кардинал-епископ Палестрины (1900—1930);
- Дженнаро Гранито Пиньятелли ди Бельмонте (1933—1948), также кардинал-епископ Альбано (1915—1948);
- Франческо Маркетти Сельваджани (1948—1951), также кардинал-епископ Фраскати (1936—1951);
- Эжен Тиссеран (13 января 1951 — 18 ноября 1966), также кардинал-епископ Порто и Санта Руфины (1946—1972).

### Кардиналы-епископы с титулом Остии
- Эжен Тиссеран (18 ноября 1966 — 21 февраля 1972);
- Амлето Джованни Чиконьяни (1972—1973), также кардинал-епископ Фраскати (1962—1974));
- Луиджи Тралья (1974—1977), также кардинал-епископ Альбано (1972—1977);
- Карло Конфалоньери (1977—1986), также кардинал-епископ Палестрины (1972—1986);
- Агнелу, Росси (1986—1993), также кардинал-епископ Сабины и Поджо Миртето (1984—1995);
- Бернарден II Гантен (1993—2002), также кардинал-епископ Палестрины (1986—2008);
- Иосиф Ратцингер (2002—2005), также кардинал-епископ Веллетри-Сеньи (1993—2005), избран папой римским Бенедиктом XVI);
- Анджело Содано (2005—2019), также кардинал-епископ Альбано (1994—2022);
- Джованни Баттиста Ре (с 2020), также кардинал-епископ Сабины и Поджо Миртето (с 2002).

### Епископы Остии
- Луиджи Тралья (18 ноября 1966 — 9 января 1968);
- Анджело Делл’Акква (13 января 1968 — 27 августа 1972);
- Уго Полетти (13 октября 1972 — 17 января 1991);
- Камилло Руини (17 января 1991 — 27 июня 2008);
- Агостино Валлини (27 июня 2008 — 26 мая 2017);
- Анджело Де Донатис (26 мая 2017 — 4 апреля 2024);
- Бальдассаре Рейна (4 апреля 2024 — по настоящее время).